# Lijst van voetbalinterlands Haïti - Panama
Deze lijst van voetbalinterlands is een overzicht van alle officiële voetbalwedstrijden tussen de nationale teams van Haïti en Panama. De landen hebben tot op heden vijftien keer tegen elkaar gespeeld. De eerste ontmoeting, een vriendschappelijke wedstrijd, was in Port-au-Prince op 7 maart 1956. Het laatste duel, een kwalificatiewedstrijd voor het Wereldkampioenschap voetbal 2018, vond plaats op 29 maart 2016 in Panama-Stad.

## Wedstrijden
| №  | Plaats         | Datum            | Competitie              | Wedstrijd      | Uitslag |
| -- | -------------- | ---------------- | ----------------------- | -------------- | ------- |
| 1  | Port-au-Prince | 7 maart 1956     | Vriendschappelijk       | Haïti − Panama | 3 – 2   |
| 2  | Port-au-Prince | 12 maart 1956    | Vriendschappelijk       | Haïti – Panama | 2 – 1   |
| 3  | Willemstad     | 18 augustus 1957 | CCCF-kampioenschap 1957 | Haïti – Panama | 3 – 1   |
| 4  | San José       | 7 maart 1961     | CCCF-kampioenschap 1961 | Haïti – Panama | 2 – 0   |
| 5  | Panama-Stad    | 22 maart 1961    | Vriendschappelijk       | Panama – Haïti | 0 − 3   |
| 6  | Panama-Stad    | 23 maart 1961    | Vriendschappelijk       | Panama - Haïti | 0 − 2   |
| 7  | Port-au-Prince | 5 april 2001     | Vriendschappelijk       | Haïti − Panama | 1 − 1   |
| 8  | Port-au-Prince | 7 april 2001     | Vriendschappelijk       | Haïti − Panama | 0 − 0   |
| 9  | Panama-Stad    | 24 april 2001    | Vriendschappelijk       | Panama − Haïti | 2 − 0   |
| 10 | Miami          | 24 maart 2007    | Vriendschappelijk       | Haïti − Panama | 3 − 0   |
| 11 | La Chorrera    | 31 maart 2009    | Vriendschappelijk       | Panama − Haïti | 4 − 0   |
| 12 | Port-au-Prince | 19 juni 2009     | Vriendschappelijk       | Haïti − Panama | 1 − 1   |
| 13 | Frisco         | 7 juli 2015      | CONCACAF Gold Cup 2015  | Panama − Haïti | 1 − 1   |
| 14 | Port-au-Prince | 25 maart 2016    | WK 2018 kwalificatie    | Haïti − Panama | 0 − 0   |
| 15 | Panama-Stad    | 29 maart 2016    | WK 2018 kwalificatie    | Panama − Haïti | 1 − 0   |

## Samenvatting
| Competitie        | Totaal gespeeld | Winst Haïti | Gelijk | Winst Panama | Doelsaldo Haïti – Panama |
| ----------------- | --------------- | ----------- | ------ | ------------ | ------------------------ |
| WK-kwalificatie   | 2               | 0           | 1      | 1            | 0 − 1                    |
| CONCACAF Gold Cup | 3               | 2           | 1      | 0            | 6 − 2                    |
| Vriendschappelijk | 10              | 5           | 3      | 2            | 15 − 11                  |
| Totaal            | 15              | 7           | 5      | 3            | 21 − 14                  |

## Details

### Veertiende ontmoeting
| WK 2018 kwalificatie (Port-au-Prince, Haïti, 25 maart 2016): |              | |
| Haïti | 0 – 0        | Panama |
| | goals        | |
| Marc Collat | bondscoach   | Hernán Darío Gómez |
| Johny Placide Stéphane Lambese 68' Mechack Jérôme Kim Jaggy Romain Genevois Sony Mustivar Jeff Louis 87' Max Hilaire Jean Alexandre Jean-Eudes Maurice Kervens Belfort | opstellingen | Jaime Penedo 81' Roderick Miller Adolfo Machado Harold Cummings Felipe Baloy 71' Alberto Quintero Gabriel Gómez Anibal Godoy Armando Cooper Valentín Pimentel 76' Roberto Nurse |
| Jean Alcénat 68' Wilde Guerrier 87' | wissels      | 71' Abdiel Arroyo 76' Blas Pérez 81' Amilcar Henríquez |
| Jean Alexandre 40' Kervens Belfort 52' Max Hilaire 66' | gele kaarten | 57' Harold Cummings |

### Vijftiende ontmoeting
| WK 2018 kwalificatie (Panama-Stad, Panama, 29 maart 2016): |       |       |
| Panama                                                     | 1 – 0 | Haïti |
| Felipe Baloy 81'                                           | goals |       |

FHF · A-internationals · Selecties · Bondscoaches · Haïtiaans vrouwenelftal ·  Haïti U21 · Haïti U20 · Haïti U19 · Haïti U18 · Haïti U17
1925 ·
1926 ·
1927–1931 · 
1932 ·
1933 · 
1934 ·
1935–1937 · 
1938 ·
1939 ·
1940–1943 · 
1944 ·
1945–1947 · 
1948 ·
1949 ·
1950 ·
1951 ·
1952 ·
1953 ·
1954 ·
1955 · 
1956 ·
1957 ·
1958 ·
1959 ·
1960 · 
1961 ·
1962 ·
1963 ·
1964 ·
1965 ·
1966 ·
1967 ·
1968 ·
1969 ·
1970 · 
1971 ·
1972 ·
1973 ·
1974 ·
1975 ·
1976 ·
1977 ·
1978 ·
1979 ·
1980 ·
1981 ·
1982 · 
1983 ·
1984 ·
1985 ·
1986–1988 · 
1989 ·
1990 · 
1991 ·
1992 ·
1993 · 
1994 ·
1995 · 
1996 ·
1997 ·
1998 ·
1999 ·
2000 ·
2001 ·
2002 ·
2003 ·
2004 ·
2005 ·
2006 ·
2007 ·
2008 ·
2009 ·
2010 ·
2011 ·
2012 ·
2013 ·
2014 ·
2015 ·
2016 ·
2017 ·
2018 ·
2019 ·
2020 ·
2021 ·
2022 ·
2023 ·
2024
Amerikaanse Maagdeneilanden ·
Antigua en Barbuda ·
Argentinië ·
Aruba ·
Bahama's ·
Bahrein ·
Barbados ·
Belize ·
Bermuda ·
Bolivia ·
Brazilië ·
Britse Maagdeneilanden ·
Canada ·
Chili ·
China ·
Colombia ·
Costa Rica ·
Cuba ·
Curaçao ·
Dominica ·
Dominicaanse Republiek ·
Ecuador ·
El Salvador ·
Grenada ·
Guatemala ·
Guyana ·
Honduras ·
Italië ·
Jamaica ·
Japan ·
Jordanië ·
Kaaimaneilanden ·
Kosovo ·
Mexico ·
Montserrat ·
Nederlandse Antillen ·
Nicaragua ·
Oman ·
Panama ·
Peru ·
Polen ·
Puerto Rico ·
Qatar ·
Saint Kitts en Nevis ·
Saint Lucia ·
Saint Vincent en de Grenadines ·
Spanje ·
Suriname ·
Syrië ·
Trinidad en Tobago ·
Turks- en Caicoseilanden ·
Uruguay ·
Venezuela ·
Verenigde Arabische Emiraten ·
Verenigde Staten ·
Zuid-Korea
FEPAFUT · A-internationals · Selecties · Bondscoaches · Panamees vrouwenelftal · Panama U21 · Panama U20 · Panama U19 · Panama U18 · Panama U17
1930 – 1949 · 
1950 – 1959 · 
1960 – 1969 · 
1970 – 1979 · 
1980 – 1989 · 
1990 – 1999 · 
2000 – 2009 · 
2010 – 2019 ·
2020 – 2029
CGC 1991 · 
CGC 1993 · 
CGC 1996 · 
CGC 1998 · 
CGC 2000 · 
CGC 2002 · 
CGC 2003 · 
CGC 2005 · 
CGC 2007 · 
CGC 2009 · 
CGC 2011 · 
CGC 2013 · 
CGC 2021
WK 2018
1938 · 
1939 · 
1940 · 
1941 · 
1942 · 1943 · 1944 · 1945 · 
1946 · 
1947 · 
1948 · 
1949 · 
1950 · 
1951 · 
1952 · 
1953 · 
1954 · 
1955 · 
1956 · 
1957 · 
1958 · 
1959 · 
1960 · 
1961 · 
1962 · 
1963 · 
1964 · 
1965 · 
1966 · 
1967 · 
1968 · 
1969 · 
1970 · 
1971 · 
1972 · 
1973 · 
1974 · 
1975 · 
1976 · 
1977 · 
1978 · 
1979 · 
1980 · 
1981 · 
1982 · 
1983 · 
1984 · 
1985 · 
1986 · 
1987 · 
1988 · 
1989 · 
1990 · 
1991 · 
1992 · 
1993 · 
1994 · 
1995 · 
1996 · 
1997 · 
1998 · 
1999 · 
2000 · 
2001 · 
2002 · 
2003 · 
2004 · 
2005 · 
2006 · 
2007 · 
2008 · 
2009 · 
2010 · 
2011 · 
2012 · 
2013 · 
2014 · 
2015 · 
2016 · 
2017 ·
2018 ·
2019 ·
2020 ·
2021 ·
2022 ·
2023 ·
2024
Anguilla ·
Argentinië · 
Armenië · 
Aruba · 
Bahama's ·
Bahrein ·
Barbados ·
België · 
Belize · 
Bermuda · 
Bolivia · 
Brazilië · 
Canada · 
Chili · 
Colombia · 
Costa Rica · 
Cuba · 
Curaçao ·
Denemarken ·
Dominica · 
Dominicaanse Republiek · 
Ecuador · 
El Salvador · 
Engeland · 
Grenada · 
Guadeloupe ·
Guatemala · 
Guyana · 
Haïti · 
Honduras · 
Iran · 
Jamaica · 
Japan · 
Kameroen ·
Mexico · 
Montserrat ·
Nederlandse Antillen · 
Nicaragua · 
Noord-Ierland ·
Noorwegen ·
Paraguay · 
Peru · 
Portugal · 
Puerto Rico · 
Qatar ·
Saint Lucia · 
Saoedi-Arabië ·
Servië ·
Spanje · 
Taiwan · 
Trinidad en Tobago ·
Tunesië ·  
Uruguay ·  
Venezuela · 
Verenigde Staten ·
Wales ·
Zuid-Afrika ·
Zuid-Korea ·
Zwitserland
België (2018) ·
Engeland (2018) ·
Tunesië (2018)